# Réserve naturelle de la Tourbière-du-Lac-à-la-Tortue
La réserve naturelle de la Tourbière-du-Lac-à-la-Tortue est une aire protégée située dans la tourbière du Lac-à-la Tortue, au Québec (Canada).
Elle appartient à l'organisme Conservation de la nature Canada (CNC). Le territoire de la réserve se situe à Shawinigan, Saint-Narcisse, Saint-Maurice et Notre-Dame-du-Mont-Carmel.

## Géographie
La tourbière du Lac-à-la-Tortue est une tourbière ombrotrophe de type bombée ayant un superficie de 66 km2. Cette dernière a commencé à se former il y a 10 000 ans et a accumulé en tout 6,36 mégatonnes de carbone terrestre. Son territoire couvre les municipalités de Shawinigan, Notre-Dame-du-Mont-Carmel, Saint-Narcisse et Saint-Maurice.
Zones protégées et territoire de la tourbière du Lac-à-la-Tortue
1. Réserve naturelle de la Tourbière-du-Lac-à-la-Tortue
2. Réserve écologique de Lac-à-la-Tortue[3]
3. Parc Cœur Nature à Saint-Narcisse donne accès et permet l'observation
4. Les zones non protégées appartiennent au domaine privé

## Milieux naturels
On y observe de nombreux animaux dans la tourbière du Lac-à-à-Tortue, dont le castor du Canada, le coyote, la couleuvre à ventre rouge, la grenouille des bois, la grenouille verte, l'orignal, l'ours noir et le cerf de Virginie. L'endroit est aussi fréquenté par plusieurs oiseaux dont le canard noir, le canard branchu, le grand héron et la sarcelle à ailes bleues. On y a aussi observé à maintes reprises la présence de grue du Canada.
On y retrouve aussi des espèces floristiques à statut précaire, comme la Woodwardie de Virginie et l'Utriculaire à scapes géminés (en).

## Histoire
Dans les profondeurs de la tourbière du Lac-à -la-Tortue
Des traces de plantes, de micro-organismes et de grains de pollen sont conservées dans les tourbières depuis plusieurs milliers d'années. Des études détaillées de ces fossiles nous permettent de reconstituer le type de végétation ou de climat qui existait dans le passé. Science borealis  (Traduit de l'anglais)
À partir de 2005, Conservation de la nature Canada a fait l’acquisition de terrain dans la tourbière, ce qui lui a permis d'acquérir 4 800 ha dont 1 569 ha sont reconnus en tant que réserve naturelle. Avec la réserve écologique de Lac-à-la-Tortue, protégée par le Gouvernement du Québec, 81% des milieux humides de la tourbière sont maintenant protégée.

## Activités
Il est possible d'observer la tourbière à partir du sentier du parc Cœur nature situé à Saint-Narcisse.

## Photos
Réserve naturelle de la Tourbière-du-Lac-à-la-Tortue

Divers habitats de la réserve
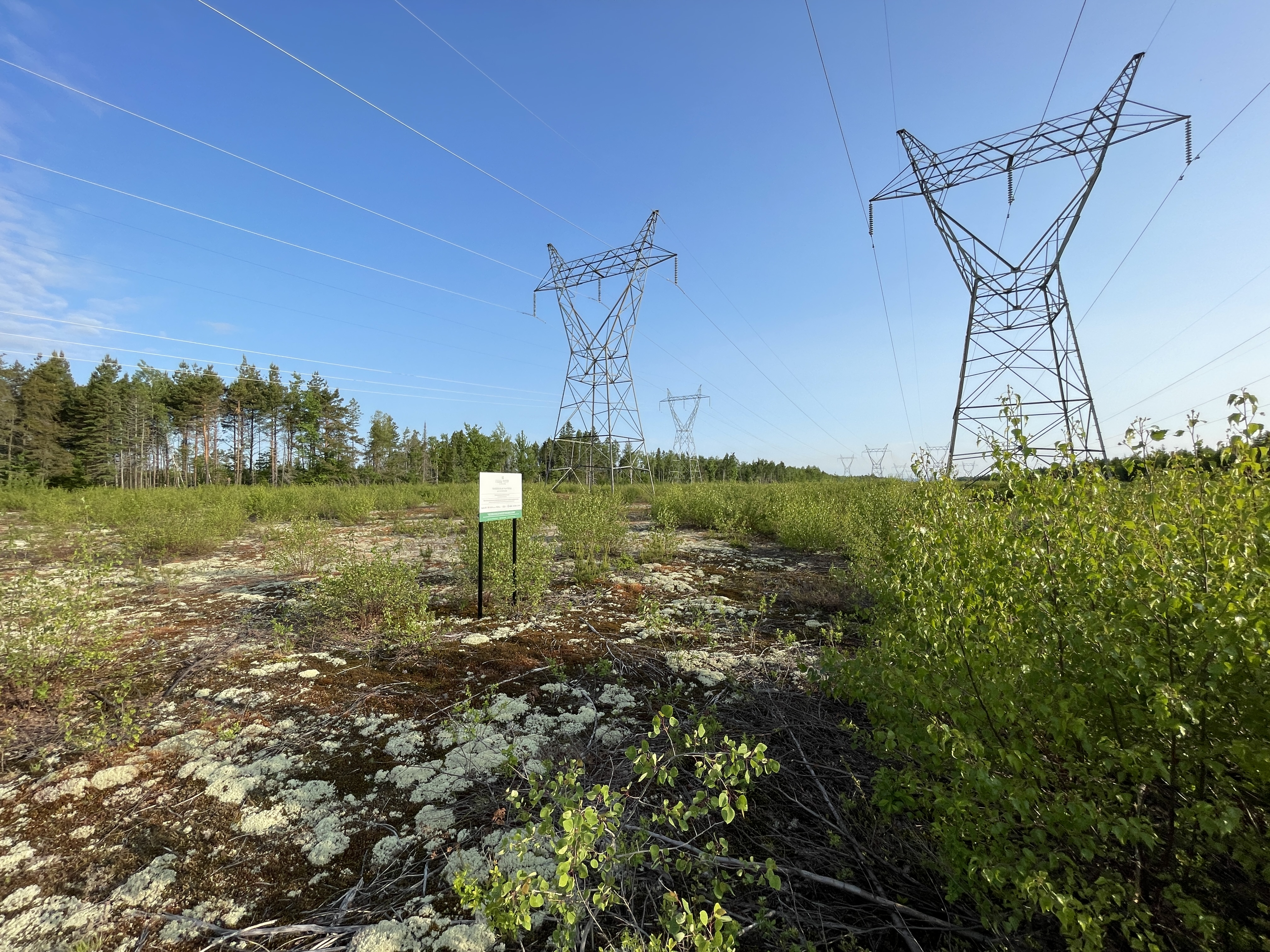
Panneau (CNC), pylônes et lignes de transmission à haute tension d'Hydro-Québec
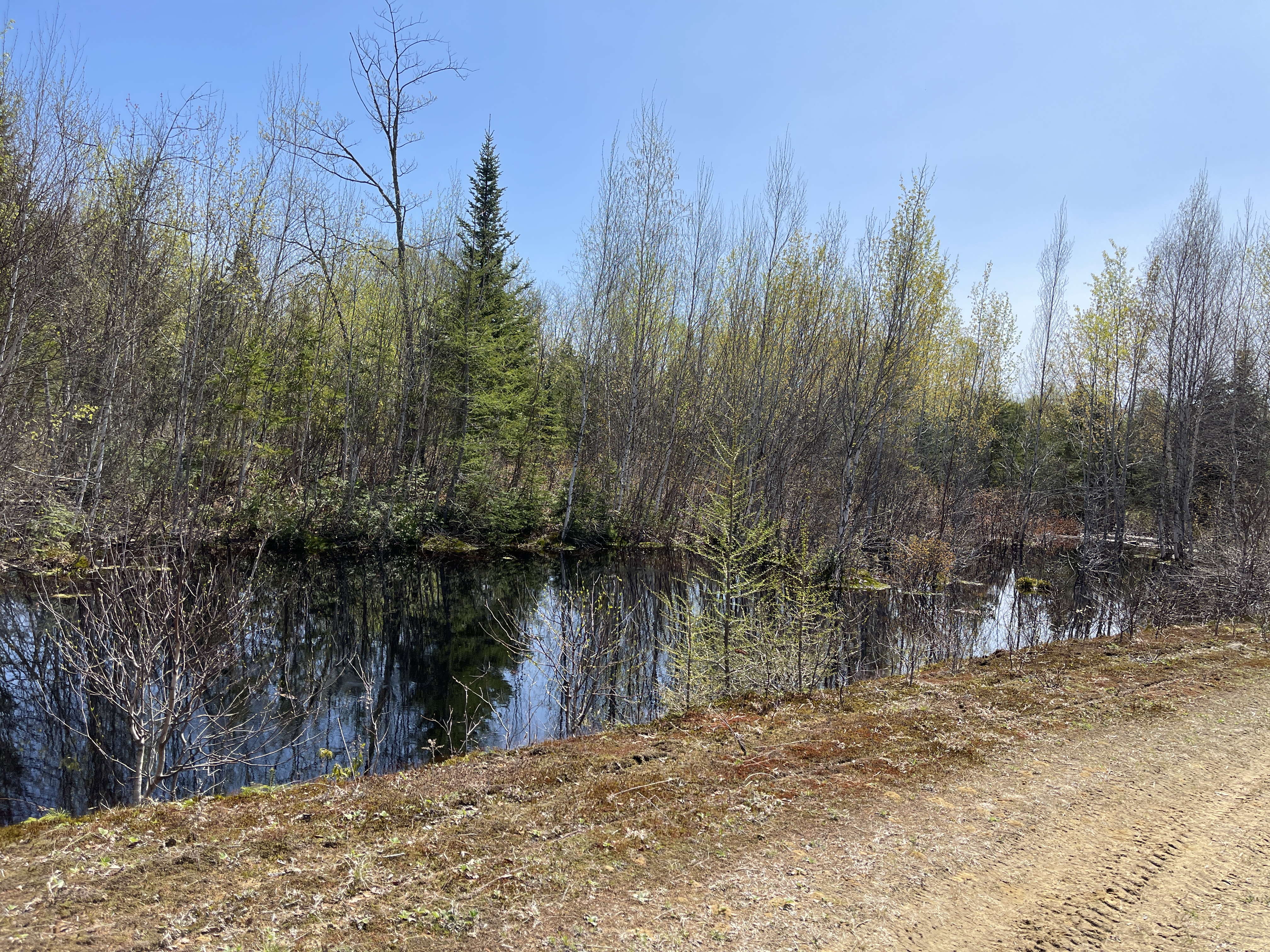
Alternance de mares, de milieux arbustifs et boisés, Saint-Maurice
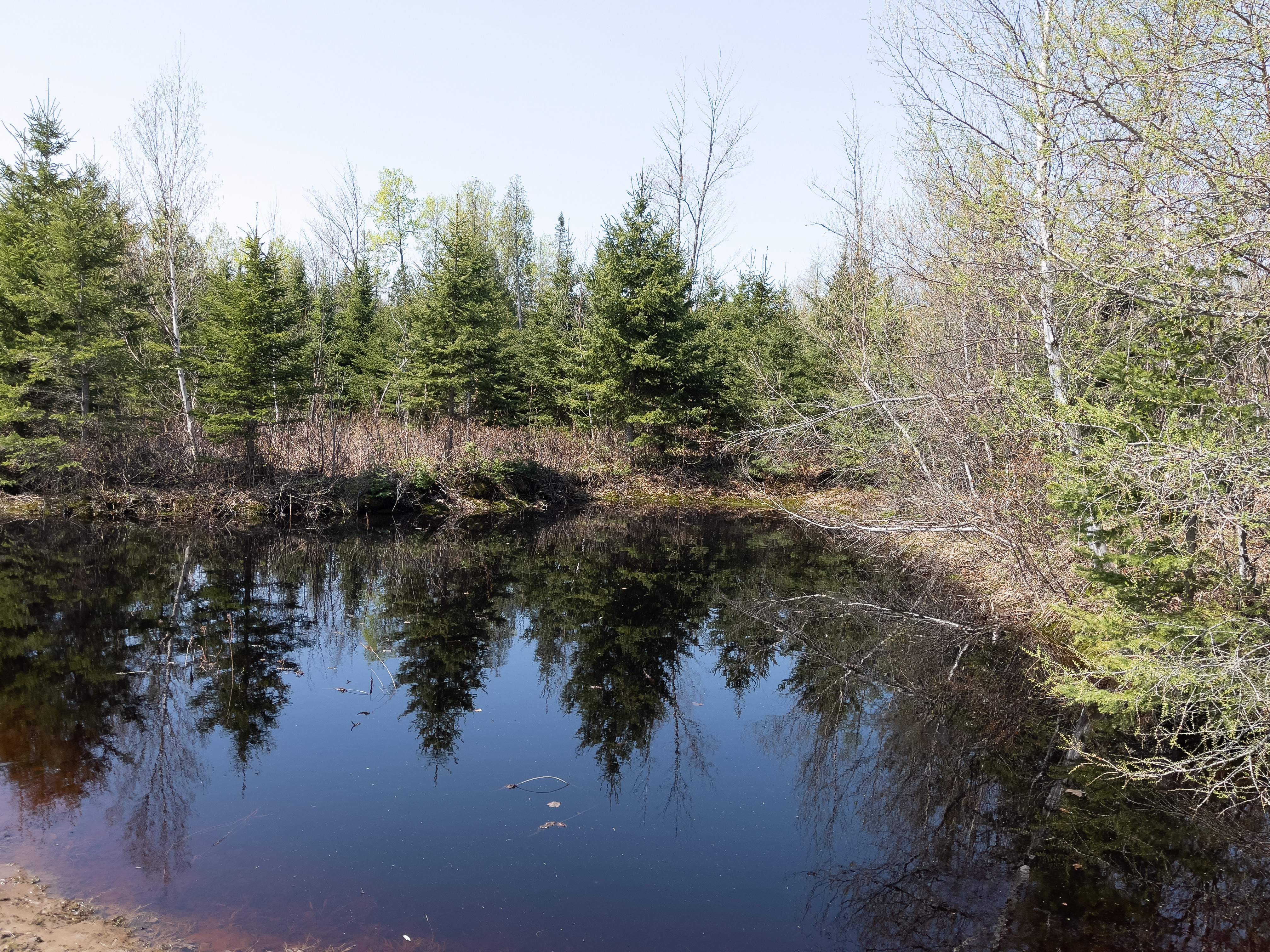
Alternance de mares, de milieux arbustifs et boisés, Saint-Maurice
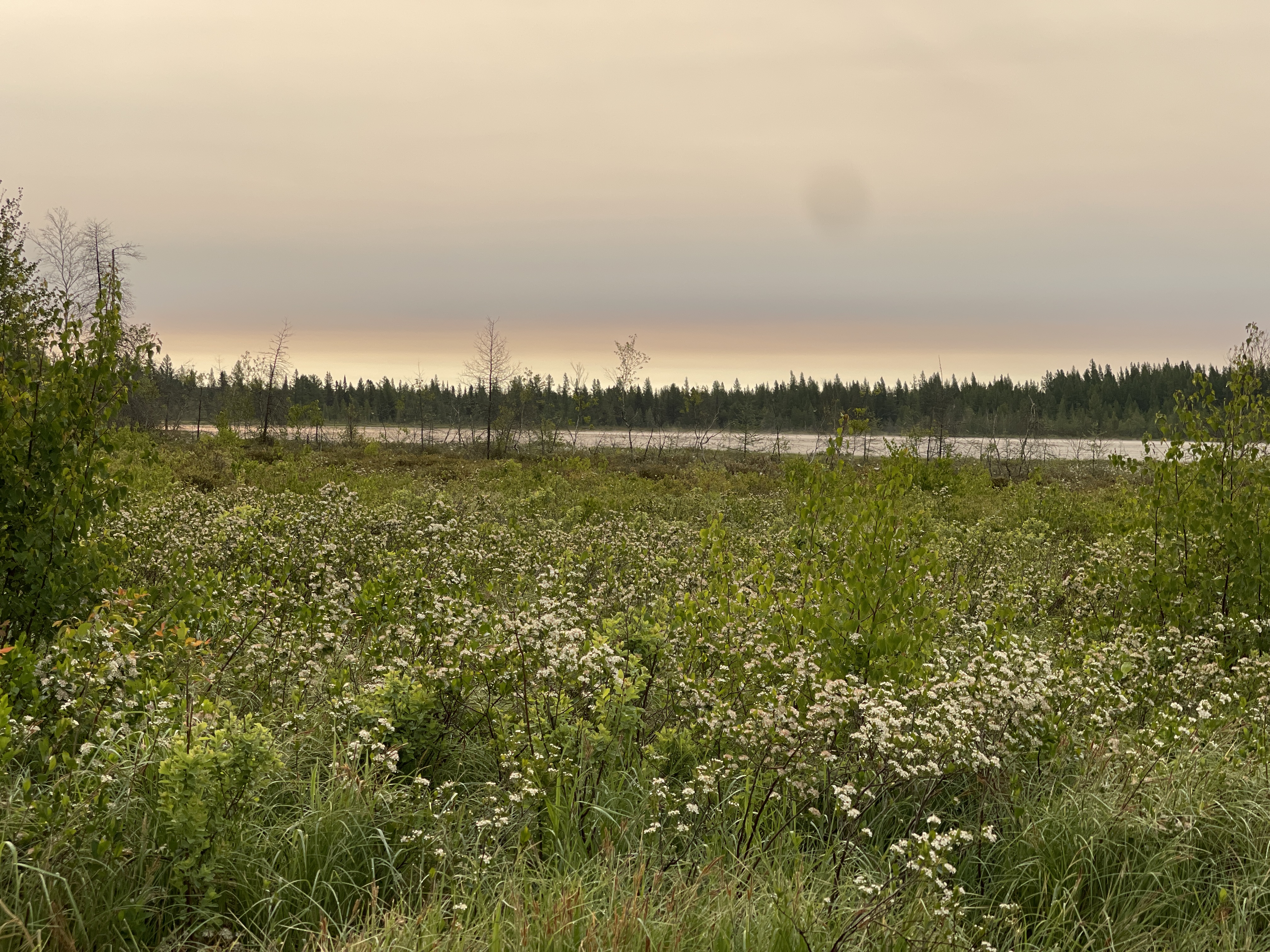
Lac Trotochaud, Notre-Dame-du-Mont-Carmel
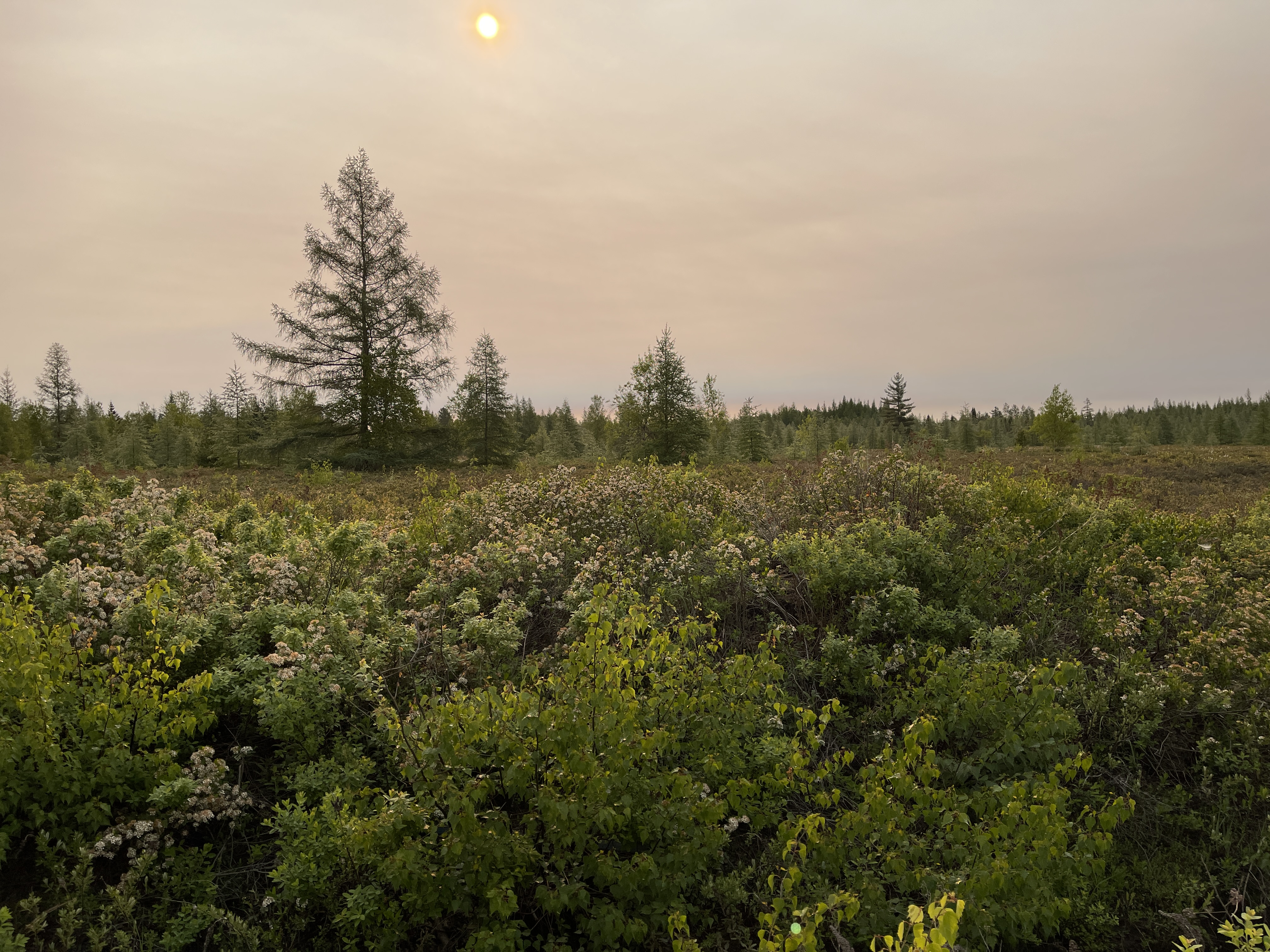
Aire dominée par le mélèze laricin (Larix laricina) et différentes espèces d'éricacées, Notre-Dame-du-Mont-Carmel